# Amata (mythologie)
Pour les articles homonymes, voir Amata.
Amata est, dans la mythologie romaine, l’épouse du roi du Latium Latinus, fils de Faunus, petit-fils de Picus et par ce dernier arrière-petit-fils de Saturne, et la mère de Lavinia.
Elle a tout d’abord donné le jour à un fils, qui meurt en bas âge, puis à une fille, Lavinie ou Lavinia. Elle souhaite fiancer sa fille Lavinie à son neveu Turnus, roi des Rutules, avant l’arrivée des Troyens. Mais les oracles en décident autrement, malgré son opposition de la voir se marier avec Énée, mais son mari Latinus célèbre le mariage. Amata pousse alors Turnus à déclarer la guerre à Énée. Pendant cette guerre, croyant Turnus mort au combat et se trouvant responsable du désastre, elle se suicide de désespoir. Les manifestations de deuil de Lavinia et des femmes latines contribuent à répandre la nouvelle dans la ville, tandis que Latinus est désespéré.